# Schlachtgeschwader 103
La Schlachtgeschwader 103 (SG 103) (103e escadron d'attaque au sol) est une unité d'attaque au sol de la Luftwaffe pendant la Seconde Guerre mondiale. 

## Opérations
Le SG 103 a mis en œuvre principalement des avions Arado Ar 96, Focke-Wulf Fw 190 et Junkers Ju 87.

## Organisation

### Stab. Gruppe
Le Stab./SG 103 est formé le 18 octobre 1943 à Metz-Frescaty à partir du Stab/St.G.101
Il est dissous le 16 avril 1945 et le personnel est absordé par la SS-Brigade Westfalen à Paderborn.

Geschwaderkommodore (Commandant de l'escadron) :
| Début            | Fin           | Grade  | Nom                        |
| ---------------- | ------------- | ------ | -------------------------- |
| 18 octobre 1943  | Octobre 1943  | Major  | Bruno Dilley (en)          |
| Octobre 1943     | Juin 1944     | Oberst | Clemens Graf von Schönborn |
| ?                | ?             | ?      | ?                          |
| 1er février 1945 | 16 avril 1945 | Major  | Karl Henze (pt)            |

### I. Gruppe
Formé le 18 octobre 1943 à Metz-Frescaty à partir du I./St.G.101 avec :
- Stab I./SG 103 à partir du Stab I./St.G.101
- 1./SG 103 à partir du 1./St.G.101
- 2./SG 103 à partir du 2./St.G.101
- 3./SG 103 à partir du 3./St.G.101

Le I./SG 103 est dissous le 16 avril 1945 et le personnel est absordé par la SS-Brigade Westfalen à Paderborn.
Gruppenkommandeure (Commandant de groupe) :
| Début           | Fin           | Grade     | Nom                    |
| --------------- | ------------- | --------- | ---------------------- |
| 18 octobre 1943 | 10 mars 1945  | Major     | Karl-Hermann Lion (en) |
| Mars 1945       | 16 avril 1945 | Hauptmann | Fritz Eyer             |

### II. Gruppe
Formé le 18 octobre 1943 à Metz-Frescaty à partir du II./St.G.101 avec :
- Stab II./SG 103 à partir du Stab II./St.G.101
- 4./SG 103 à partir du 4./St.G.101
- 5./SG 103 à partir du 5./St.G.101
- 6./SG 103 à partir du 6./St.G.101

Le II./SG 103 est dissous le 16 avril 1945 et le personnel est absordé par la SS-Brigade Westfalen à Paderborn.
Gruppenkommandeure :
| Début            | Fin             | Grade     | Nom             |
| ---------------- | --------------- | --------- | --------------- |
| 18 octobre 1943  | 15 mars 1944    | Hauptmann | Herbert Pabst   |
| 16 mars 1944     | 14 juin 1944    | Hauptmann | Horst Schnuchel |
| 15 juin 1944     | 7 novembre 1944 | Hauptmann | Herbert Bauer   |
| 23 novembre 1944 | 16 avril 1945   | Hauptmann | Kurt Lau        |